# Tây Ninh (thị xã)
Tây Ninh is een thị xã in Vietnam en is de hoofdplaats van de provincie Tây Ninh. Tây Ninh telt naar schatting 51.000 inwoners.
De stad is het centrum van het Vietnamese Cao Dai geloof.